# Alexandre Desplat
Pour les articles homonymes, voir Desplat.
Alexandre Desplat est un compositeur de musiques de films français, né le 23 août 1961 à Paris.
Composant pour des films et téléfilms français depuis 1985, il se fait remarquer au niveau international en 2003 avec la bande originale de La Jeune Fille à la perle. Il est alors de plus en plus demandé à l'étranger, notamment par le cinéma américain, et se met à travailler pour de grands réalisateurs et sur des films à gros budget. Il est le compositeur régulier de nombreux réalisateurs tels que Jacques Audiard, Wes Anderson, Roman Polanski, Florent-Emilio Siri, Stephen Frears, George Clooney et Guillermo del Toro. Il a également écrit la musique de documentaires, de pièces de théâtre et de spectacles, et a composé une symphonie concertante.
Il a reçu de nombreux prix pour son travail, dont deux Oscars (The Grand Budapest Hotel, La Forme de l'eau), trois César (De battre mon cœur s'est arrêté, The Ghost Writer, De rouille et d'os), deux BAFTA Awards (The Grand Budapest Hotel, Le Discours d'un roi), deux Golden Globes (Le Voile des illusions, La Forme de l'eau), deux Grammy Awards (Le Discours d'un roi, The Grand Budapest Hotel) et huit World Soundtrack Awards.

## Biographie

### Enfance et formation
Alexandre Desplat naît le 23 août 1961 à Paris, d'un père français originaire de Sarlat, Jacques Joseph Desplat, ingénieur, commissaire de bord à la TWA, également docteur en philosophie, et d'une mère grecque, Katie Ladopoulou,,, poète, qui se sont rencontrés lors de leurs études à l'université de Californie à Berkeley aux États-Unis. Ils se marient à San Francisco avant de revenir s'installer en France.
Il grandit « dans un tourbillon musical », du jazz à la bossa nova en passant par les musiques grecque et arabe ainsi que les symphonistes français comme Maurice Ravel ou Claude Debussy. Il apprend le piano dès l'âge de cinq ans avant de choisir la trompette, puis la flûte traversière. Il complète sa formation en étudiant l'analyse musicale auprès de Claude Ballif au Conservatoire de Paris, puis l'orchestration avec Jack Hayes à Los Angeles (États-Unis). Il enrichit également son éducation musicale classique en étudiant les musiques brésiliennes et africaines,,.
Cinéphile passionné de musique de film, il est inspiré par les compositions de Maurice Jarre, Bernard Herrmann, Nino Rota et Georges Delerue. En 1977, après avoir entendu la partition de John Williams pour Star Wars, épisode IV : Un nouvel espoir, il décide de composer exclusivement pour le grand écran.
À 20 ans, il entre dans une troupe de théâtre itinérante pour laquelle il compose et joue de la musique. Lorsqu'un des acteurs réalise un court-métrage, il réalise la bande originale.

## Carrière

### Les débuts en France
En 1985, Alexandre Desplat compose ses premières musiques de film pour Ki lo sa ? de Robert Guédiguian et Le Souffleur de Franck Le Witta. À partir de 1987, il collabore avec Karl Zéro dans ses émissions sur Canal+. Il compose les chansons Oh ! Mon bateau, Je suis le torero de l'Amour et Ramon et Pedro pour Éric Morena, et Songs for cabriolets et Tu rentres chez toi tu travailles pour le film Le Tronc de Karl Zéro,,.
Dans les années 1990, il commence à enchaîner les compositions pour les films français, comme Mémoire traquée de Patrick Dewolf et Sexes faibles ! de Serge Meynard en 1992. Il travaille aussi pour le petit écran sur des téléfilms et des séries télévisées. En parallèle, il écrit des musiques pour des spectacles nocturnes et plusieurs pièces de théâtre, notamment mis en scène par Anne Consigny (au Théâtre de l'Odéon en 1988) ou Jacques Mornas. En 1991, il apparaît devant la caméra en tant que pianiste de bar dans Ma vie est un enfer de Josiane Balasko.
En 1994, il entame une collaboration avec le réalisateur Jacques Audiard en composant la bande originale de Regarde les hommes tomber. Il retrouve le réalisateur en 1996 pour Un héros très discret et en 2001 pour Sur mes lèvres. Ces deux films lui rapportent ses deux premières nominations de sa carrière pour le César de la meilleure musique originale,. Il collabore également avec Florent-Emilio Siri sur Une minute de silence en 1998 et Nid de guêpes en 2002. Il compose pour Une chance sur deux de Patrice Leconte en 1998, et pour son premier film d'animation Le Château des singes de Jean-François Laguionie en 1999.

### Révélation à l'étranger et premiers succès
En 2003, la carrière d'Alexandre Desplat prend un nouveau tournant lorsqu'il compose la bande originale de La Jeune Fille à la perle de Peter Webber. Il se retrouve nommé au Golden Globe et au BAFTA Award de la meilleure musique de film et au Prix du cinéma européen du meilleur compositeur, ce qui lui assure une reconnaissance à l'étranger,.
En 2005, il retrouve Jacques Audiard pour De battre mon cœur s'est arrêté, et reçoit ses premières récompenses majeures : un César de la meilleure musique originale et un Ours d'argent de la meilleure musique de film. Fidèle au réalisateur, il compose pour Un prophète en 2009 et De rouille et d'os en 2012, qui lui rapporte un second César.
Il est de plus en plus demandé à l'étranger notamment par le cinéma américain. Il signe la musique de Birth de Jonathan Glazer en 2004, Syriana de Stephen Gaghan en 2005, et reçoit le Golden Globe de la meilleure musique de film pour Le Voile des illusions de John Curran en 2006. Il multiplie les nominations à l'Oscar de la meilleure musique de film avec The Queen de Stephen Frears en 2006, L'Étrange Histoire de Benjamin Button de David Fincher en 2008, Fantastic Mr. Fox de Wes Anderson en 2009 et Le Discours d'un roi de Tom Hooper en 2010. Il obtient pour ce dernier un Grammy Award et un BAFTA Award de la meilleure musique de film. Il compose également pour des superproductions telles que À la croisée des mondes : La Boussole d'or en 2007, Twilight, chapitre II : Tentation en 2009, et les deux parties d'Harry Potter et les Reliques de la Mort en 2010 et 2011.
Parallèlement à sa carrière américaine, le compositeur continue de travailler pour le cinéma français. Il compose la musique de L'Enquête corse d'Alain Berberian en 2004, de La Doublure de Francis Veber en 2006, et de Coco avant Chanel d'Anne Fontaine en 2009. Il collabore régulièrement avec les mêmes réalisateurs : de nouveau Florent Emilio-Siri (Otage en 2005, L'Ennemi intime en 2007 et Cloclo en 2012), Xavier Giannoli (Les Corps impatients en 2003, Une aventure en 2005 et Quand j'étais chanteur en 2006), Jérôme Salle (Largo Winch en 2008, Largo Winch 2 en 2011 et Zulu en 2013), Daniel Auteuil (La Fille du puisatier en 2011, Marius et Fanny en 2013).
En 2010, il est membre du jury du 63e Festival de Cannes présidé par Tim Burton. Le 14 juillet 2011, il est nommé chevalier de la Légion d'honneur. Il reçoit ses insignes des mains du président François Hollande lors d'une cérémonie au palais de l'Élysée le 6 novembre 2013.

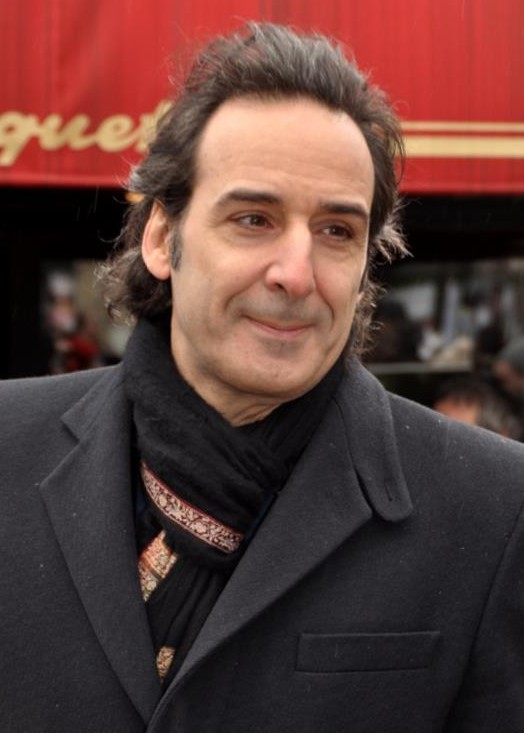
Alexandre Desplat aux César en 2013.

Il gagne un nouveau César de la meilleure musique originale pour son travail sur The Ghost Writer de Roman Polanski en 2010. Il retrouve par la suite le réalisateur dans Carnage en 2011 et La Vénus à la fourrure en 2013, qui lui vaut une huitième nomination aux César. Il crée les bandes originales de The Tree of Life de Terrence Malick en 2011, Zero Dark Thirty de Kathryn Bigelow en 2013, et de deux films de George Clooney, Les Marches du pouvoir en 2011 et Monuments Men en 2014. Dans ce dernier, il tient un petit rôle au côté de Matt Damon. Il est de nouveau nommé aux Oscars pour Argo de Ben Affleck en 2012 et Philomena de Stephen Frears en 2013.
En 2013, il compose sa première pièce symphonique inspirée par la pièce Pelléas et Mélisande de Maurice Maeterlinck et commandée par l'orchestre national des Pays de la Loire : Symphonie concertante pour flûte et orchestre.
Fin août 2014, il préside le jury de la 71e édition de la Mostra de Venise. Il est le premier compositeur à assumer cette fonction au festival. Le directeur artistique du festival, Alberto Barbera, le décrit comme « non seulement l'un des plus grands compositeurs de musiques de film contemporains, mais aussi un ardent cinéphile, dont l'extraordinaire sensibilité artistique est accompagnée d'une grande connaissance du cinéma, de son histoire et de son langage »,.

### Consécration
En 2015, Alexandre Desplat se retrouve nommé deux fois aux Oscars pour The Grand Budapest Hotel de Wes Anderson et Imitation Game de Morten Tyldum. Il reçoit finalement l'Oscar de la meilleure musique de film pour son travail sur The Grand Budapest Hotel. Il est le septième français à obtenir cette récompense après Maurice Jarre (1963, 1966, 1985), Francis Lai (1971), Michel Legrand (1969, 1972, 1984), Georges Delerue (1980), Gabriel Yared (1997) et Ludovic Bource (2012). Il remporte également un second Grammy Award et un second BAFTA Award de la meilleure musique de film.
Il compose la musique de Godzilla de Gareth Edwards et Invincible d'Angelina Jolie en 2014, et de Danish Girl de Tom Hooper l'année suivante. En 2016, il réalise la bande originale du film d'animation Comme des bêtes, du biopic sur Jacques-Yves Cousteau, L'Odyssée de Jérôme Salle, de la première série française de Netflix, Marseille, et du documentaire Les Habitants de Raymond Depardon.
Engagé en 2015 pour composer la musique de Rogue One: A Star Wars Story de Gareth Edwards et succéder à John Williams, il doit renoncer en septembre 2016, trois mois avant la sortie du film, à cause du tournage additionnel qui modifie le calendrier de production. Il est alors remplacé par Michael Giacchino. Peu de temps après, il est annoncé qu'il travaillera sur un autre film de science-fiction, Valérian et la Cité des mille planètes de Luc Besson.
En mars 2018, il reçoit à Los Angeles son deuxième Oscar pour la musique originale du film La Forme de l'eau, par ailleurs primé trois autres fois (meilleur film, meilleur réalisateur Guillermo del Toro et Meilleurs décors et direction artistique),.

### Vie privée
Alexandre Desplat est le frère de Rosalinda et de Marie-Christine « Kiki » Desplat. Cette dernière est la leader du groupe de jazz féminin Certains L'Aiment Chaud, nommé ainsi en clin d'œil au film Certains l'aiment chaud (1959) de Billy Wilder.
En 1985, il rencontre sa femme, la violoniste Dominique Lemonnier, dite « Solrey », lors de l'enregistrement chez Coluche de l'une de ses premières musiques de film pour Le Souffleur de Franck Le Witta. Elle devient alors sa soliste de prédilection et sa directrice artistique, lui faisant découvrir toutes les possibilités de jeu des instruments à cordes,. En 1996, elle crée le quintette à cordes Traffic Quintet pour interpréter la partition de son mari écrite pour le film Un héros très discret de Jacques Audiard.
Le couple a deux filles qui travaillent toutes deux dans le milieu du cinéma, l'actrice Antonia Desplat et la productrice Ninon Desplat.

## Filmographie

### Cinéma

#### Longs métrages

##### Années 1980
- 1985 : Ki lo sa ? de Robert Guédiguian
- 1985 : Le Souffleur de Franck Le Witta

##### Années 1990
- 1991 : Family Express (it) de Georges Nicolas Hayek
- 1992 : Mémoire traquée de Patrick Dewolf
- 1992 : Au nom du père et du fils de Patrice Noïa
- 1992 : Sexes faibles ! de Serge Meynard
- 1993 : Le Tronc de Bernard Faroux et Karl Zéro
- 1993 : L'Heure du cochon (The Hour of the Pig) de Leslie Megahey
- 1994 : Regarde les hommes tomber de Jacques Audiard
- 1994 : Marie-Louise ou la Permission de Manuel Flèche
- 1995 : Les Péchés mortels (Innocent Lies) de Patrick Dewolf
- 1995 : Les Milles de Sébastien Grall
- 1995 : Le Plus Bel Âge de Didier Haudepin
- 1996 : Un héros très discret de Jacques Audiard
- 1996 : Le Montreur de Boxe - Lucky Punch de Dominique Ladoge
- 1996 : Le Cri de la soie d'Yvon Marciano
- 1996 : Passage à l'acte de Francis Girod
- 1996 : Love, etc. de Marion Vernoux
- 1997 : Sous les pieds des femmes de Rachida Krim
- 1997 : La Femme du cosmonaute de Jacques Monnet
- 1998 : Une chance sur deux de Patrice Leconte
- 1998 : Amour, vengeance et trahison (en) (Sweet Revenge) de Malcolm Mowbray (en)
- 1998 : Restons groupés de Jean-Paul Salomé
- 1998 : Une minute de silence de Florent Emilio-Siri
- 1998 : Atilano presidente (es) de Santiago Aguilar Alvear (es) et Luis Guridi (es)
- 1999 : Toni de Philomène Esposito
- 1999 : C'est pas ma faute ! de Jacques Monnet
- 1999 : Le Château des singes de Jean-François Laguionie
- 1999 : Monsieur Naphtali d'Olivier Schatzky
- 1999 : Rien à faire de Marion Vernoux

##### Années 2000
- 2000 : Vive nous de Camille de Casabianca
- 2000 : Amazone de Philippe de Broca
- 2000 : La Défense Loujine (The Luzhin Defence) de Marleen Gorris
- 2001 : Barnie et ses petites contrariétés de Bruno Chiche
- 2001 : Les Portes de la gloire de Christian Merret-Palmair
- 2001 : Mauvais Genres de Francis Girod
- 2001 : Sur mes lèvres de Jacques Audiard
- 2001 : Reines d'un jour de Marion Vernoux
- 2002 : Nid de guêpes de Florent Emilio-Siri
- 2002 : 11'09"01 - September 11, série de courts-métrages
- 2003 : Rire et Châtiment d'Isabelle Doval
- 2003 : Le Pacte du silence de Graham Guit
- 2003 : Les Corps impatients de Xavier Giannoli
- 2003 : Tristan de Philippe Harel
- 2003 : Stormy Weather de Sólveig Anspach
- 2003 : La Jeune Fille à la perle (Girl with a Pearl Earring) de Peter Webber
- 2003 : Inquiétudes de Gilles Bourdos
- 2004 : Birth de Jonathan Glazer
- 2004 : L'Enquête corse d'Alain Berberian
- 2005 : Tu vas rire, mais je te quitte de Philippe Harel
- 2005 : Les Bienfaits de la colère (The Upside of Anger) de Mike Binder
- 2005 : De battre mon cœur s'est arrêté de Jacques Audiard
- 2005 : Otage (Hostage) de Florent Emilio-Siri
- 2005 : Une aventure de Xavier Giannoli
- 2005 : Casanova de Lasse Hallström
- 2005 : Syriana de Stephen Gaghan
- 2006 : The Alibi de Matt Checkowski et Kurt Mattila
- 2006 : Firewall de Richard Loncraine
- 2006 : La Doublure de Francis Veber
- 2006 : Quand j'étais chanteur de Xavier Giannoli
- 2006 : Le Voile des illusions (The Painted Veil) de John Curran
- 2006 : The Queen de Stephen Frears
- 2007 : Michou d'Auber de Thomas Gilou
- 2007 : Lust, Caution d'Ang Lee
- 2007 : L'Ennemi intime de Florent Emilio-Siri
- 2007 : Le Merveilleux Magasin de Mr. Magorium (Mr. Magorium's Wonder Emporium) de Zach Helm (co-compositeur avec Aaron Zigman)
- 2007 : À la croisée des mondes : La Boussole d'or (The Golden Compass) de Chris Weitz
- 2008 : Et après (Afterwards) de Gilles Bourdos
- 2008 : Largo Winch de Jérôme Salle
- 2008 : L'Étrange Histoire de Benjamin Button (The Curious Case of Benjamin Button) de David Fincher
- 2009 : Chéri de Stephen Frears
- 2009 : Coco avant Chanel d'Anne Fontaine
- 2009 : Un prophète de Jacques Audiard
- 2009 : L'Armée du crime de Robert Guédiguian
- 2009 : Julie et Julia (Julie and Julia) de Nora Ephron
- 2009 : Fantastic Mr. Fox de Wes Anderson
- 2009 : Twilight, chapitre II : Tentation (The Twilight Saga: New Moon) de Chris Weitz

##### Années 2010
- 2010 : The Ghost Writer de Roman Polanski
- 2010 : Tamara Drewe de Stephen Frears
- 2010 : Le Discours d'un roi (The King’s Speech) de Tom Hooper
- 2010 et 2011 : Harry Potter et les Reliques de la Mort (Harry Potter and the Deathly Hallows) de David Yates
- 2011 : Largo Winch 2 de Jérôme Salle
- 2011 : La Fille du puisatier de Daniel Auteuil
- 2011 : The Tree of Life de Terrence Malick
- 2011 : A Better Life de Chris Weitz
- 2011 : Les Marches du pouvoir (The Ides of March) de George Clooney
- 2011 : Carnage de Roman Polanski
- 2011 : My Week with Marilyn de Simon Curtis (co-compositeur du thème principal avec Conrad Pope)
- 2011 : Extrêmement fort et incroyablement près (Extremely Loud and Incredibly Close) de Stephen Daldry
- 2012 : Cloclo de Florent Emilio-Siri
- 2012 : Moonrise Kingdom de Wes Anderson
- 2012 : De rouille et d'os de Jacques Audiard
- 2012 : Reality de Matteo Garrone
- 2012 : Renoir de Gilles Bourdos
- 2012 : Argo de Ben Affleck
- 2012 : Les Cinq Légendes (Rise of the Guardians) de Peter Ramsey
- 2013 : Zero Dark Thirty de Kathryn Bigelow
- 2013 : La Vénus à la fourrure de Roman Polanski
- 2013 : Zulu de Jérôme Salle
- 2013 : Marius de Daniel Auteuil
- 2013 : Fanny de Daniel Auteuil
- 2013 : Philomena de Stephen Frears
- 2014 : Monuments Men de George Clooney[24]
- 2014 : The Grand Budapest Hotel de Wes Anderson
- 2014 : Godzilla de Gareth Edwards
- 2014 : Imitation Game de Morten Tyldum
- 2014 : Invincible (Unbroken) d'Angelina Jolie
- 2015 : Every Thing Will Be Fine de Wim Wenders
- 2015 : Tale of Tales de Matteo Garrone
- 2015 : Une histoire de fou de Robert Guédiguian
- 2015 : Les Suffragettes (Suffragette) de Sarah Gavron
- 2015 : Danish Girl de Tom Hooper
- 2015 : Suite française de Saul Dibb (co-compositeur d'un thème avec Rael Jones)
- 2016 : Seul dans Berlin de Vincent Perez
- 2016 : Florence Foster Jenkins de Stephen Frears
- 2016 : Comme des bêtes (The Secret Life of Pets) de Chris Renaud et Yarrow Cheney
- 2016 : L'Odyssée de Jérôme Salle
- 2016 : Une vie entre deux océans (The Light Between Oceans) de Derek Cianfrance
- 2016 : Réparer les vivants de Katell Quillévéré
- 2016 : American Pastoral de Ewan McGregor
- 2017 : D'après une histoire vraie de Roman Polanski
- 2017 : Valérian et la Cité des mille planètes de Luc Besson
- 2017 : Espèces menacées de Gilles Bourdos
- 2017 : Bienvenue à Suburbicon (Suburbicon) de George Clooney
- 2017 : La Forme de l'eau (The Shape of Water) de Guillermo Del Toro
- 2018 : L'Île aux chiens (Isle of Dogs) de Wes Anderson
- 2018 : Kursk de Thomas Vinterberg
- 2018 : Operation Finale de Chris Weitz
- 2018 : Les Frères Sisters (The Sisters Brothers) de Jacques Audiard
- 2019 : Adults in the Room de Costa-Gavras
- 2019 : J'accuse de Roman Polanski
- 2019 : Les Filles du docteur March  (Little Women) de Greta Gerwig

##### Années 2020
- 2020 : Minuit dans l'univers (The Midnight Sky) de George Clooney
- 2021 : The French Dispatch de Wes Anderson
- 2021 : Eiffel de Martin Bourboulon
- 2021 : Lui de Guillaume Canet
- 2022 : Coupez ! de Michel Hazanavicius
- 2022 : The Outfit de Graham Moore
- 2022 : Tirailleurs de Mathieu Vadepied
- 2022 : The Lost King de Stephen Frears
- 2022 : Pinocchio de Guillermo del Toro et Mark Gustafson
- 2023 : Asteroid City de Wes Anderson
- 2023 : She Came to Me de Rebecca Miller
- 2023 : The Palace de Roman Polanski
- 2023 : Insubmersible (Nyad) d'Elizabeth Chai Vasarhelyi et Jimmy Chin
- 2023 : Ils étaient un seul homme (The Boys in the Boat) de George Clooney
- 2024 : Elyas de Florent-Emilio Siri
- 2024 : Unstoppable de William Goldenberg
- 2024 : La Plus Précieuses des marchandises de Michel Hazanavicius
- 2024 : The Piano Lesson de Malcolm Washington
- 2025 : Frankenstein de Guillermo del Toro
- 2025 : The Phoenician Scheme de Wes Anderson
- 2025 : Les Aigles de la République de Tarik Saleh
- 2025 : Jurassic World : Renaissance (Jurassic Park: Rebirth) de Gareth Edwards

#### Courts métrages
- 1987 : Attention à la peinture de Cris Campion
- 1987 : La Forêt de Cris Campion
- 1987 : L'Arrière pensée de Vincent Campion
- 1987 : Sans blague de Pascal Elso
- 1987 : V.F. de Christophe Delmas
- 1991 : Simon courage de Patrick Ardis
- 1991 : Les Lieux d'aisance de Vincent Monnet
- 1991 : Rossignol de mes amours de Christian Merret-Palmair
- 1993 : Départ en vacances de Daniel Delume
- 1993 : Jour de fauche (court métrage) de Vincent Monnet
- 1994 : Les Ailes de l'ombre de Philippe Robert et Jean-Claude Thibaut
- 1994 : Ne bougez plus de Jean-François Chaintron
- 1995 : Quand je serai grand, mon père il sera policier de Vincent Monnet
- 1995 : Bons baisers de Suzanne de Christian Merret-Palmair
- 2003 : Les Baisers des autres de Carine Tardieu
- 2013 : From A to Z de Valerio Greco

### Télévision

#### Téléfilms
- 1992 : Papa veut pas que je t'épouse de Patrick Volson
- 1993 : J'aime pas qu'on m'aime de Stéphane Kurc
- 1993 : Le Cœur qui tape de Didier Grousset
- 1994 : Le Paradis absolument de Patrick Volson
- 1994 : Voyage en Pologne de Stéphane Kurc
- 1995 : Le Fils de Paul de Didier Grousset
- 1996 : L'Échappée belle de Jérôme Enrico
- 1996 : Le Poteau d'Aldo de Didier Grousset
- 1996 : L'Enfer vert de Philippe Bensoussan
- 1996 : D'amour et d'eau salée d'Edwin Baily
- 1996 : Tout ce qui brille de Lou Jeunet
- 1997 : Viens jouer dans la cour des grands de Caroline Huppert
- 1997 : La Voisine de Luc Béraud
- 1997 : Un petit grain de folie de Sébastien Grall
- 1998 : Manège de Charlotte Brändström
- 1999 : Retour à Fonteyne de Philomène Esposito
- 1999 : Juliette de Jérôme Foulon
- 1999 : Petits nuages d'été d'Olivier Langlois
- 1999 : N'oublie pas que tu m'aimes de Jérôme Foulon
- 2000 : Les Ritaliens de Philomène Esposito
- 2000 : Le Bois du Pardoux de Stéphane Kurc
- 2001 : Juliette : service(s) compris de Jérôme Foulon (co-compositeur avec Serge Perathoner)
- 2001 : Campagnes d'Olivier Langlois
- 2001 : Villa mon rêve de Didier Grousset
- 2002 : Madame Sans-Gêne de Philippe de Broca
- 2002 : Une autre femme de Jérôme Foulon
- 2002 : Tous les chagrins se ressemblent de Luc Béraud
- 2002 : Passage du bac d'Olivier Langlois
- 2003 : Virus au paradis d'Olivier Langlois
- 2003 : Les Beaux Jours de Jean-Pierre Sinapi
- 2004 : Le Pays des enfants perdus de Francis Girod
- 2010 : The Special Relationship de Richard Loncraine

#### Séries télévisées
- 1989 : Pif et Hercule (1 épisode)
- 1991 : Le Flic de Moscou (1 épisode)
- 1996 : Les Mercredis de la vie (1 épisode)
- 1999 : Brigade spéciale
- 2002 : Sauveur Giordano (1 épisode)
- 2011 : Les Frères Kratt (1 épisode)
- 2016 : Marseille
- 2016 : Chasseurs de trolls : Les Contes d'Arcadia

### Documentaires
- 2001 : Home Sweet Home de Heidi Draper et Michael Raeburn
- 2002 : Paroles d'étoiles de Thomas Gilou
- 2002 : Michel Audiard et le mystère du triangle des Bermudes de François-Régis Jeanne et Stéphane Roux (en)
- 2007 : Ségo et Sarko sont dans un bateau de Michel Royer et Karl Zéro
- 2011 : Le Roman de Polanski de Laurent Bouzereau
- 2012 : Journal de France de Raymond Depardon et Claudine Nougaret
- 2016 : Les Habitants de Raymond Depardon
- 2017 : 12 jours de Raymond Depardon[25]

### Autres
- 1987-1997 : émission Le Zerorama de Karl Zéro
- 1994 : attraction La Vienne Dynamique au Futuroscope
- 1996-2006 : émission Le Vrai Journal de Karl Zéro
- 2003 : séquence d'introduction du jeu vidéo Tom Clancy's Splinter Cell
- 2011 : musique d'accompagnement du logo Studiocanal[26]
- 2023 : création de la nouvelle identité sonore de Radio Classique[27]

## Musique de scène

### Théâtre
- Roméo et Juliette de William Shakespeare, mise en scène Clown Kompanie
- L'Emberlificoteur de Carlo Goldoni, mise en scène Adriano Sinivia
- La Nuit des rois de William Shakespeare, mise en scène Jacques Mornas
- L'Éventail de Carlo Goldoni, mise en scène Jacques Mornas
- Vu du pont d'Arthur Miller, mise en scène Jacques Mornas
- La Villégiature de Carlo Goldoni, mise en scène Jacques Mornas
- Vol au-dessus d'un nid de coucou (en) de Dale Wasserman (en), mise en scène Jacques Mornas
- Le Songe d'une nuit d'été de William Shakespeare, mise en scène Jacques Mornas
- La Descente d'Orphée de Tennessee Williams, mise en scène Jacques Mornas
- La Ronde d'Arthur Schnitzler, mise en scène Jacques Mornas
- Bettina de Carlo Goldoni, mise en scène Jacques Mornas
- 2001 : Le Concert incroyable de Philippe Genty (Muséum national d'histoire naturelle)
- 2001 : Inconnu à cette adresse de Kressmann Taylor, mise en scène Françoise Petit (La Pépinière-Théâtre)
- 2003 : Papa doit manger de Marie NDiaye, mise en scène André Engel (Comédie-Française)
- 2022 : Le Tartuffe, ou l'hypocrite de Molière, mise en scène Ivo Van Hove (Comédie-Française)

### Spectacles
- 1989 : Le Sirocco Bleu, ballet chorégraphié par Caroline Marcadé
- 1991 : Spectacle nocturne au parc d'attractions Big Bang Schtroumpf
- 1991 : Zorn l'Enchanteur, spectacle nocturne
- 1992 : Spectacle nocturne au Mémorial de Verdun
- 1994 : L'Opéra du gueux, opéra de John Gay mis en scène par Jacques Mornas
- 2013 : Symphonie concertante pour flûte et orchestre, inspirée de la pièce Pelléas et Mélisande de Maurice Maeterlinck (Commande pour l'orchestre national des Pays de la Loire)

### Opéra
En 2019, Alexandre Desplat compose son premier opéra En silence, une adaptation de la nouvelle homonyme de Yasunari Kawabata. Solrey signe la mise en scène, les costumes sont de Valentino. La première a lieu au Grand Théâtre de Luxembourg au Luxembourg puis deux représentations sont données au Théâtre des Bouffes du Nord à Paris. L'opéra s'envole ensuite pour le Japon, à Yokohama et Kyoto.

## Distinctions
Au 1er octobre 2016, Alexandre Desplat a reçu 68 récompenses et 176 nominations. Il est notamment titulaire de deux Oscar pour huit nominations, de trois Césars pour huit nominations, de deux BAFTA Awards pour sept nominations, d'un Deutscher Filmpreis pour une nomination, d'un Golden Globe pour huit nominations, d'un Ours d'argent pour une nomination, de deux Grammy Award pour six nominations, d'un Satellite Award pour six nominations, de huit World Soundtrack Awards pour quinze nominations, de deux Prix du cinéma européen pour cinq nominations, et de cinq Étoiles d'or pour six nominations. Il a également été nommé cinq fois aux Critics' Choice Movie Awards, deux fois aux Saturn Awards, deux fois aux David di Donatello et une fois aux Asian Film Awards.

### Récompenses
| Année | Cérémonie                       | Catégorie                                     | Film                                  |
| ----- | ------------------------------- | --------------------------------------------- | ------------------------------------- |
| 2005  | Berlinale                       | Ours d'argent de la meilleure musique de film | De battre mon cœur s'est arrêté       |
| 2006  | César du cinéma                 | Meilleure musique originale                   | De battre mon cœur s'est arrêté       |
| 2006  | Étoiles d'or du cinéma français | Compositeur de musique originale              | De battre mon cœur s'est arrêté       |
| 2007  | Golden Globes                   | Meilleure musique de film                     | Le Voile des illusions                |
| 2007  | Prix du cinéma européen         | Meilleur compositeur                          | The Queen                             |
| 2007  | World Soundtrack Awards         | Compositeur de l'année                        | -                                     |
| 2009  | World Soundtrack Awards         | Compositeur de l'année                        | -                                     |
| 2009  | World Soundtrack Awards         | Meilleure bande originale                     | L'Étrange Histoire de Benjamin Button |
| 2010  | Étoiles d'or du cinéma français | Compositeur de musique originale              | -                                     |
| 2010  | World Soundtrack Awards         | Compositeur de l'année                        | -                                     |
| 2010  | World Soundtrack Awards         | Meilleure bande originale                     | Fantastic Mr. Fox                     |
| 2010  | Prix du cinéma européen         | Meilleur compositeur                          | The Ghost Writer                      |
| 2011  | Étoiles d'or du cinéma français | Compositeur de musique originale              | The Ghost Writer                      |
| 2011  | César du cinéma                 | Meilleure musique originale                   | The Ghost Writer                      |
| 2011  | World Soundtrack Awards         | Compositeur de l'année                        | -                                     |
| 2011  | British Academy Film Awards     | Meilleure musique de film                     | Le Discours d'un roi                  |
| 2012  | Grammy Awards                   | Meilleur score des médias visuels             | Le Discours d'un roi                  |
| 2012  | Satellite Awards                | Meilleure musique de film                     | Argo                                  |
| 2013  | César du cinéma                 | Meilleure musique originale                   | De rouille et d'os                    |
| 2013  | Étoiles d'or du cinéma français | Compositeur de musique originale              | -                                     |
| 2014  | World Soundtrack Awards         | Compositeur de l'année                        | -                                     |
| 2014  | Étoiles d'or du cinéma français | Compositeur de musique originale              | -                                     |
| 2015  | Oscars du cinéma                | Meilleure musique de film                     | The Grand Budapest Hotel              |
| 2015  | British Academy Film Awards     | Meilleure musique de film                     | The Grand Budapest Hotel              |
| 2015  | Grammy Awards                   | Meilleur score des médias visuels             | The Grand Budapest Hotel              |
| 2016  | Deutscher Filmpreis             | Meilleure musique                             | Every Thing Will Be Fine              |
| 2018  | Golden Globes                   | Meilleure musique                             | The Shape of Water                    |
| 2018  | Oscars du cinéma                | Meilleure musique de film                     | The Shape of Water                    |
| 2020  | Lumières du cinéma              | Meilleure musique de film                     | Adults in the Room                    |
| 2021  | Golden Globes                   | Meilleure musique de film                     | Minuit dans l'univers                 |
| 2024  | Prix SACD                       | Prix Musique                                  |                                       |

### Nominations
| Année | Cérémonie                   | Catégorie                         | Film(s)                                            |
| ----- | --------------------------- | --------------------------------- | -------------------------------------------------- |
| 1997  | César                       | Meilleure musique originale       | Un héros très discret                              |
| 2002  | César                       | Meilleure musique originale       | Sur mes lèvres                                     |
| 2004  | Golden Globes               | Meilleure musique de film         | La Jeune Fille à la perle                          |
| 2004  | British Academy Film Awards | Meilleure musique de film         | La Jeune Fille à la perle                          |
| 2004  | Prix du cinéma européen     | Meilleur compositeur              | La Jeune Fille à la perle                          |
| 2006  | Golden Globes               | Meilleure musique de film         | Syriana                                            |
| 2007  | Oscars                      | Meilleure musique de film         | The Queen                                          |
| 2007  | British Academy Film Awards | Meilleure musique de film         | The Queen                                          |
| 2008  | César                       | Meilleure musique originale       | L'Ennemi intime                                    |
| 2008  | World Soundtrack Awards     | Compositeur de l'année            | À la croisée des mondes : La Boussole d'or         |
| 2009  | Oscars                      | Meilleure musique de film         | L'Étrange Histoire de Benjamin Button              |
| 2009  | Golden Globes               | Meilleure musique de film         | L'Étrange Histoire de Benjamin Button              |
| 2009  | British Academy Film Awards | Meilleure musique de film         | L'Étrange Histoire de Benjamin Button              |
| 2009  | Prix du cinéma européen     | Meilleur compositeur              | Coco avant Chanel                                  |
| 2010  | Oscars                      | Meilleure musique de film         | Fantastic Mr. Fox                                  |
| 2010  | British Academy Film Awards | Meilleure musique de film         | Fantastic Mr. Fox                                  |
| 2010  | César                       | Meilleure musique originale       | Un prophète                                        |
| 2010  | Satellite Awards            | Meilleure musique de film         | Harry Potter et les Reliques de la Mort (partie 1) |
| 2011  | Oscars                      | Meilleure musique de film         | Le Discours d'un roi                               |
| 2011  | Golden Globes               | Meilleure musique de film         | Le Discours d'un roi                               |
| 2011  | Prix du cinéma européen     | Meilleur compositeur              | Le Discours d'un roi                               |
| 2011  | World Soundtrack Awards     | Compositeur de l'année            | Le Discours d'un roi                               |
| 2011  | Satellite Awards            | Meilleure musique de film         | Harry Potter et les Reliques de la Mort (partie 2) |
| 2012  | Grammy Awards               | Meilleur score des médias visuels | Harry Potter et les Reliques de la Mort (partie 2) |
| 2012  | World Soundtrack Awards     | Compositeur de l'année            | -                                                  |
| 2012  | World Soundtrack Awards     | Meilleure bande originale         | Les Marches du pouvoir                             |
| 2013  | David di Donatello          | Meilleure musique                 | Reality                                            |
| 2013  | Oscars                      | Meilleure musique de film         | Argo                                               |
| 2013  | Golden Globes               | Meilleure musique de film         | Argo                                               |
| 2013  | British Academy Film Awards | Meilleure musique de film         | Argo                                               |
| 2013  | World Soundtrack Awards     | Compositeur de l'année            | -                                                  |
| 2013  | Satellite Awards            | Meilleure musique de film         | Philomena                                          |
| 2014  | Oscars                      | Meilleure musique de film         | Philomena                                          |
| 2014  | César                       | Meilleure musique originale       | La Vénus à la fourrure                             |
| 2014  | Grammy Awards               | Meilleur score des médias visuels | Argo                                               |
| 2014  | Grammy Awards               | Meilleur score des médias visuels | Zero Dark Thirty                                   |
| 2014  | Satellite Awards            | Meilleure musique de film         | Imitation Game                                     |
| 2015  | Oscars                      | Meilleure musique de film         | Imitation Game                                     |
| 2015  | Golden Globes               | Meilleure musique de film         | Imitation Game                                     |
| 2015  | World Soundtrack Awards     | Meilleure bande originale         | Imitation Game                                     |
| 2015  | World Soundtrack Awards     | Compositeur de l'année            | -                                                  |
| 2015  | Satellite Awards            | Meilleure musique de film         | Danish Girl                                        |
| 2016  | Golden Globes               | Meilleure musique de film         | Danish Girl                                        |
| 2016  | Grammy Awards               | Meilleur score des médias visuels | Imitation Game                                     |
| 2016  | David di Donatello          | Meilleure musique                 | Tale of Tales                                      |
| 2019  | César                       | Meilleure musique originale       | Les Frères Sisters                                 |
| 2020  | Golden Globes               | Meilleure musique de film         | Les Filles du Docteur March                        |
| 2020  | Oscars                      | Meilleure musique de film         | Les Filles du Docteur March                        |
| 2020  | BAFA                        | Meilleure musique de film         | Les Filles du Docteur March                        |
| 2020  | César                       | Meilleure musique originale       | J'accuse                                           |
| 2022  | Golden Globes               | Meilleure musique de film         | The French Dispatch                                |
| 2023  | Golden Globes               | Meilleure musique de film         | Pinocchio                                          |
| 2023  | Golden Globes               | Meilleure chanson originale       | Pinocchio                                          |
| 2025  | César                       | Meilleure musique originale       | La Plus Précieuse des marchandises                 |

### Décorations
- Officier de l'ordre national du Mérite Il est promu directement au grade d'officier par décret du 14 novembre 2016 pour ses 32 ans de services[30].
- Commandeur de l'ordre des Arts et des Lettres Il est promu au grade de commandeur par l’arrêté du 10 février 2016[31].
- Chevalier de la Légion d'honneur Il est élevé au grade de chevalier par décret du 13 juillet 2011[32].